# Планина Цинчън и Дудзянянска напоителна система
Планина Цинчън и Дудзянянска напоителна система (на китайски: 青城山—都江堰) е обект на Световното наследство на ЮНЕСКО край Дудзянян в Съчуан, Китай.
Той включва 2 отделни обекта – Дудзянската напоителна система, която е изградена през III век пр. Хр. и се използва до наши дни за напояване с водите на река Миндзян, и планината Цинчън, в която възниква даоизмът и където са разположени множество даоистки култови обекти.